# Fácán

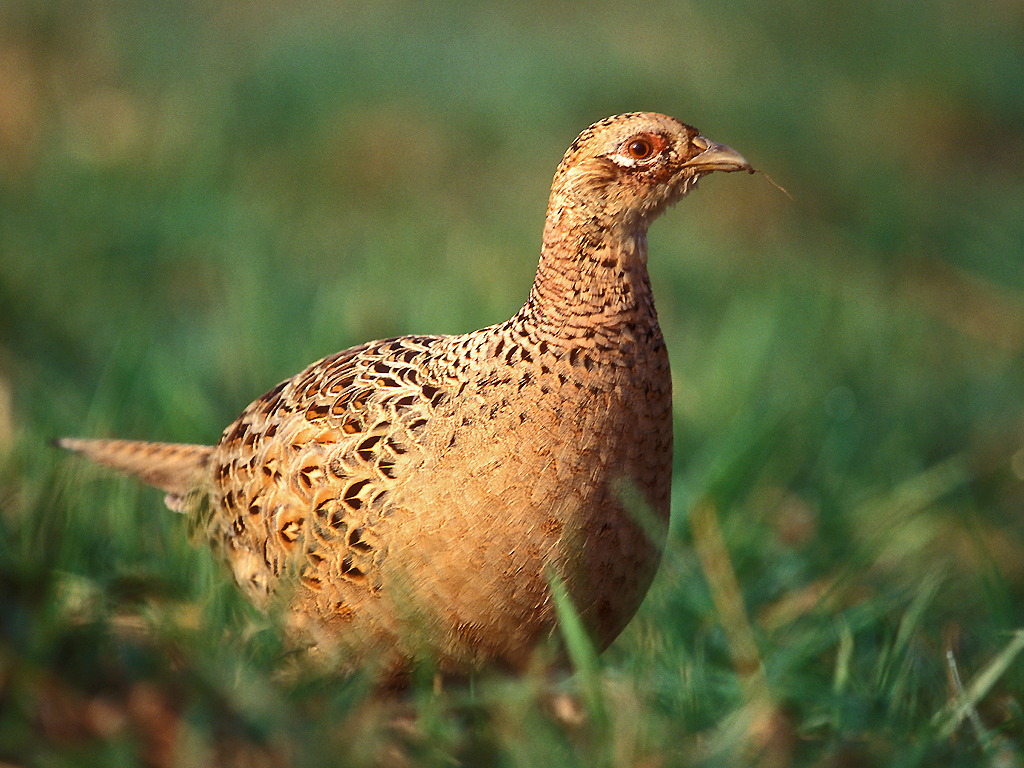
A tojó

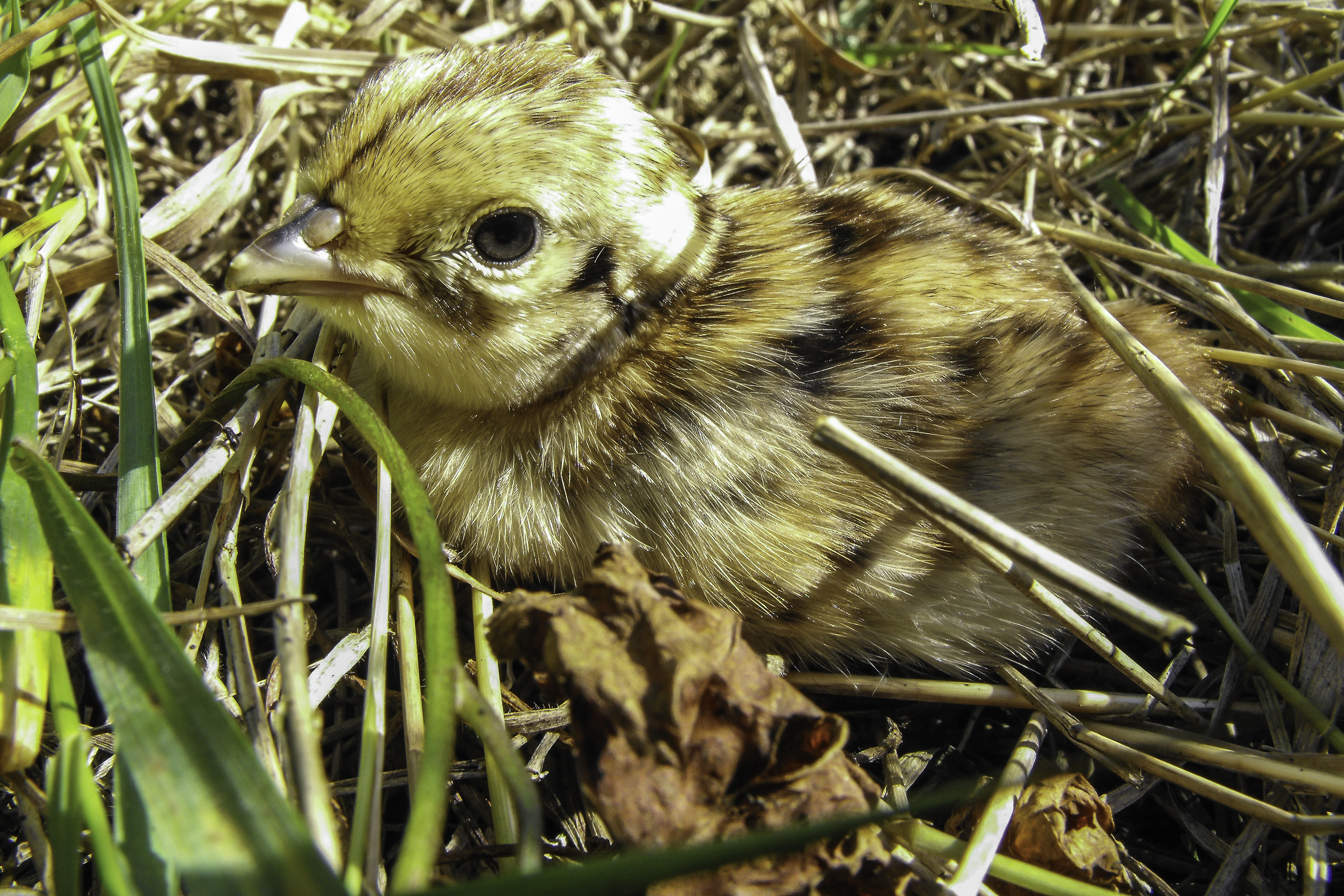
Fácáncsibe

A fácán  (Phasianus colchicus) a madarak (Aves) osztályának tyúkalakúak (Galliformes) rendjébe, ezen belül a fácánfélék (Phasianidae) családjába tartozó faj.
A fácán hímjét kakasnak, nőstényét tyúknak, fiataljait csirkéknek nevezzük. A nőivarú fiatalok a jércék.
A Phasianus nem a grúziai Rioni (ókori görög nevén: Phászisz) folyóról nyerte elnevezését, a fajnévben szereplő colchicus jelző pedig Kolkhisz vidékére utal, amely szintén a Kaukázus környékén található, és amely a fácán eredeti elterjedési területének nyugati végpontja volt.

## Előfordulása
Eredeti hazája a Kaukázustól az  Amurig húzódik. Európába az  ókorban  telepítették  be,  és  azóta nagy részén elterjedt. A görögök hozták be hazájukba a Kaukázus vidékéről, tőlük a rómaiak vették át udvaraik díszeként, majd telepítették a megszállt területekre tovább, Nyugat- és Északnyugat-Európába, de még Angliába is.
Később, mint az egyik legfontosabb vadászható fajt sokfelé meghonosították szerte a Földön.
Észak-Amerikában 1857-ben telepítették be és mára az USA középnyugati és nyugati területein közönséges fajnak számít. Ez a faj Dél-Dakota állam címermadara és egyben az egyetlen címermadár az Egyesült Államokban amelyik nem őshonos faj, csak betelepített.
Betelepítették továbbá Ausztrália, Tasmania, az Ausztrália partjai mentén található Rottnest-sziget, Új-Zéland, a Hawaii-szigetek, Chile és Szent Ilona területére is.
Ezen kívül számos területen kísérleteztek még szerte a Földön, hogy meghonosítsák, de ezek sikertelenek voltak. Megpróbálták betelepíteni  a Dominikai Köztársaság, a Bermuda-szigetek, Panama, Peru, a Pitcairn-szigetek, Tajvan, Tahiti, Mauritius, Alaszka, Madeira és Ciprus területére is.
A ligetes erdőket kedveli, a cserjések környékét, ahol nádas, sásos terület és ivóvíz található.

## Alfajai
Több alfaj keveredett a telepítés során, de itt-ott a faji bélyegek még szembetűnnek.
- Phasianus colchicus alashanicus
- Phasianus colchicus bergii
- Phasianus colchicus bianchii
- Phasianus colchicus chrysomelas
- Phasianus colchicus colchicus
- Phasianus colchicus decollatus
- Phasianus colchicus edzinensis
- Phasianus colchicus elegans
- Phasianus colchicus europaeus
- Phasianus colchicus formosanus
- Phasianus colchicus hagenbecki
- Phasianus colchicus karpowi
- Phasianus colchicus kiangsuensis
- Phasianus colchicus mongolicus
- Phasianus colchicus pallasi
- Phasianus colchicus persicus
- Phasianus colchicus principalis
- Phasianus colchicus rothschildi
- Phasianus colchicus satschuensis
- Phasianus colchicus septentrionalis
- Phasianus colchicus shawii
- Phasianus colchicus sohokhotensis
- Phasianus colchicus strauchi
- Phasianus colchicus suehschanensis
- Phasianus colchicus takatsukasae
- Phasianus colchicus talischensis
- Phasianus colchicus tarimensis
- Phasianus colchicus torquatus
- Phasianus colchicus turcestanicus
- Phasianus colchicus vlangallii
- Phasianus colchicus zarudnyi
- Phasianus colchicus zerafschanicus

## Megjelenése
Testhossza 53–89 centiméter, szárnyfesztávolsága 70–90 centiméter, testtömege pedig 750–1300 gramm.
Nagy zajjal, de jól repül. A kakasok jellegzetessége a feltűnően hosszú, színes farok és a szem feletti fehér folt. A fácántyúkok színezete szerényebb a kakasokénál, tollazatuk fakó, nincs rikító színezetük.

## Életmódja

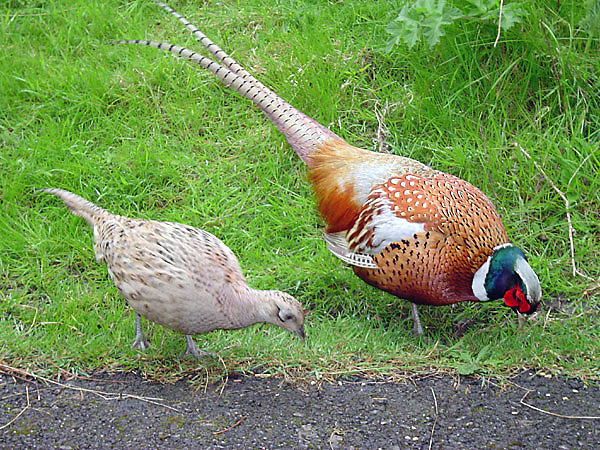
Fácánpár

Gyommagvakkal és ízeltlábúakkal táplálkozik. Az éjjelt – különösen a havas teleken – szereti a fán tölteni, mert ott biztonságban érzi magát. Vadászok körében nagy volt már a múlt század elején is a kereslet a fácán iránt. A természetes szaporulat pótlására idővel kialakultak a fácán-tenyésztelepek, ahol már mesterségesen, fény- és hőforrásokkal biztosították a szükséges feltételeket.

## Szaporodása
Erdőben vagy mezőgazdasági területeken, a talajra készíti fészkét. Fészekalja 12-18 tojásból áll, melyen 22-28 napig kotlik. A kikelt egyedek mintegy fele kilenchetes kora előtt elpusztul, a felnőttkorig pedig csupán a fácánok mintegy 30%-a jut el. A hároméves kort a fácánok alig 5%-a éri meg, teljes állománycsere ötévente következik be.

## Kárpát-medencei előfordulása
Magyarországra betelepítették, azóta rendszeres fészkelő, nem költöző madár.

## Képek

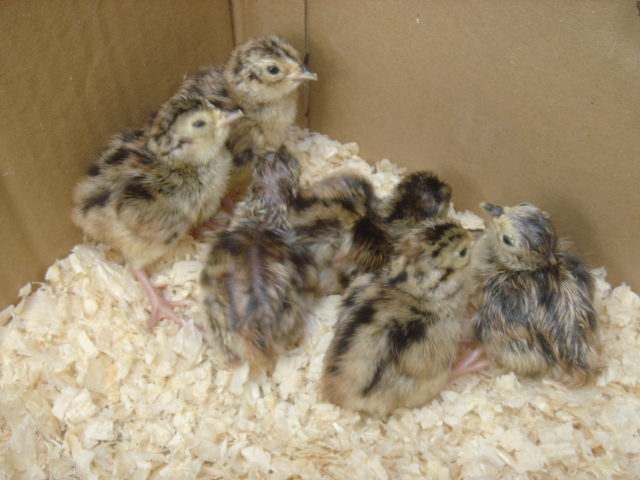
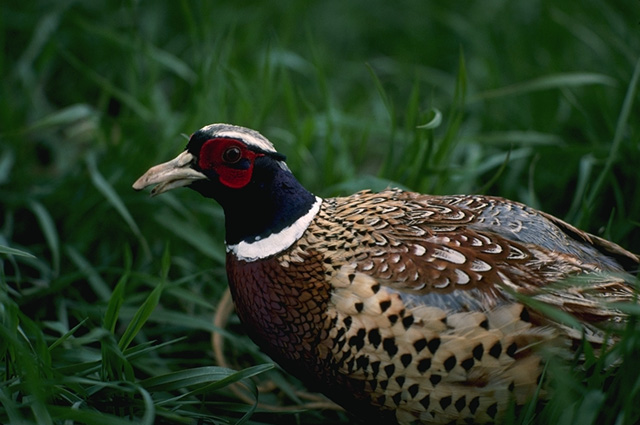
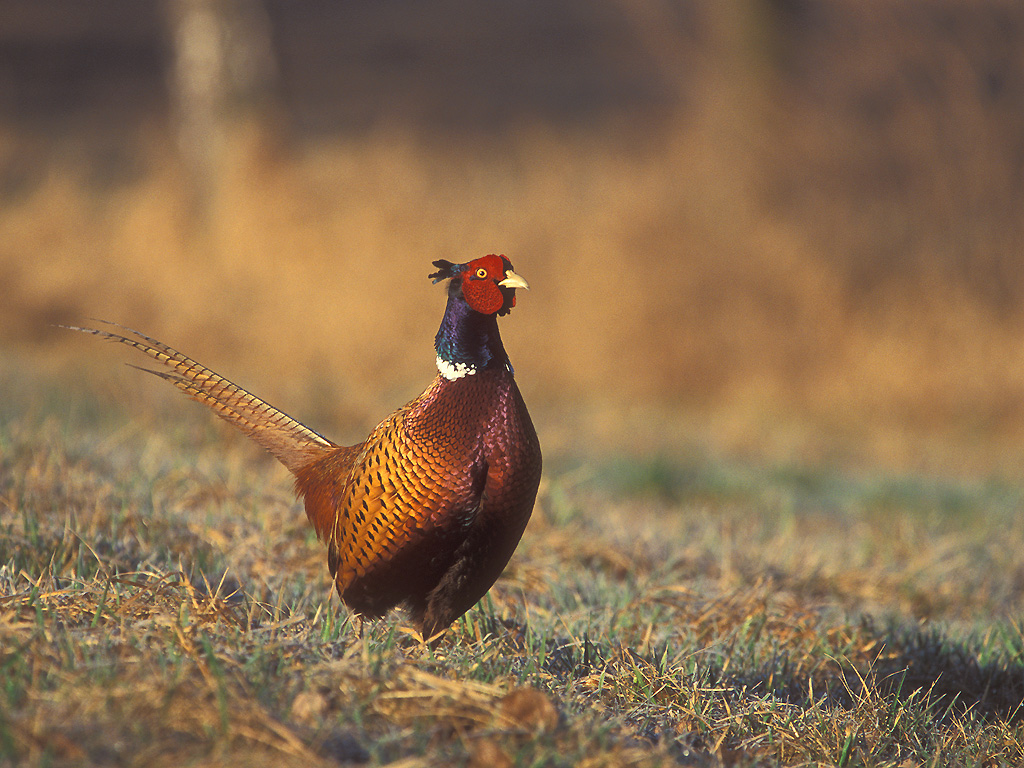
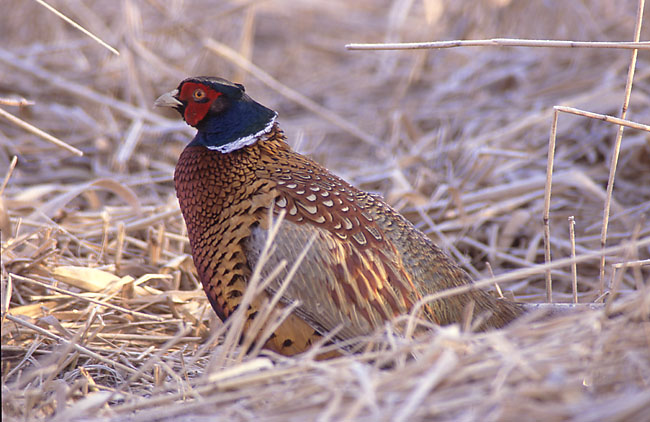
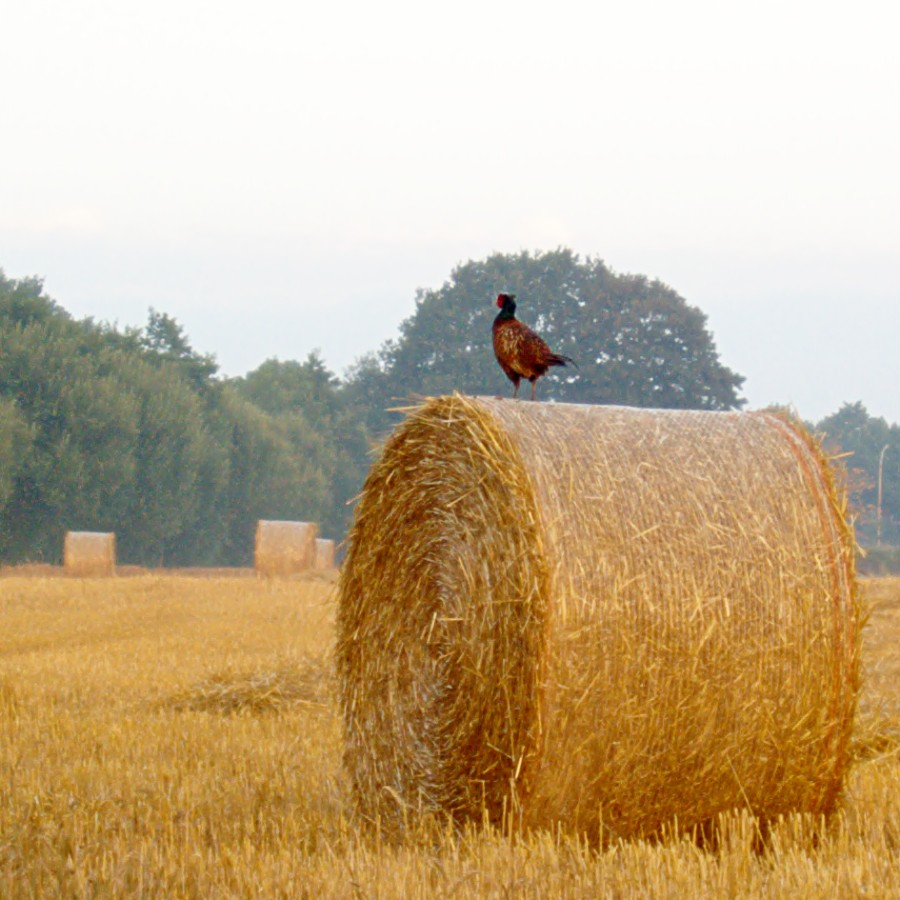
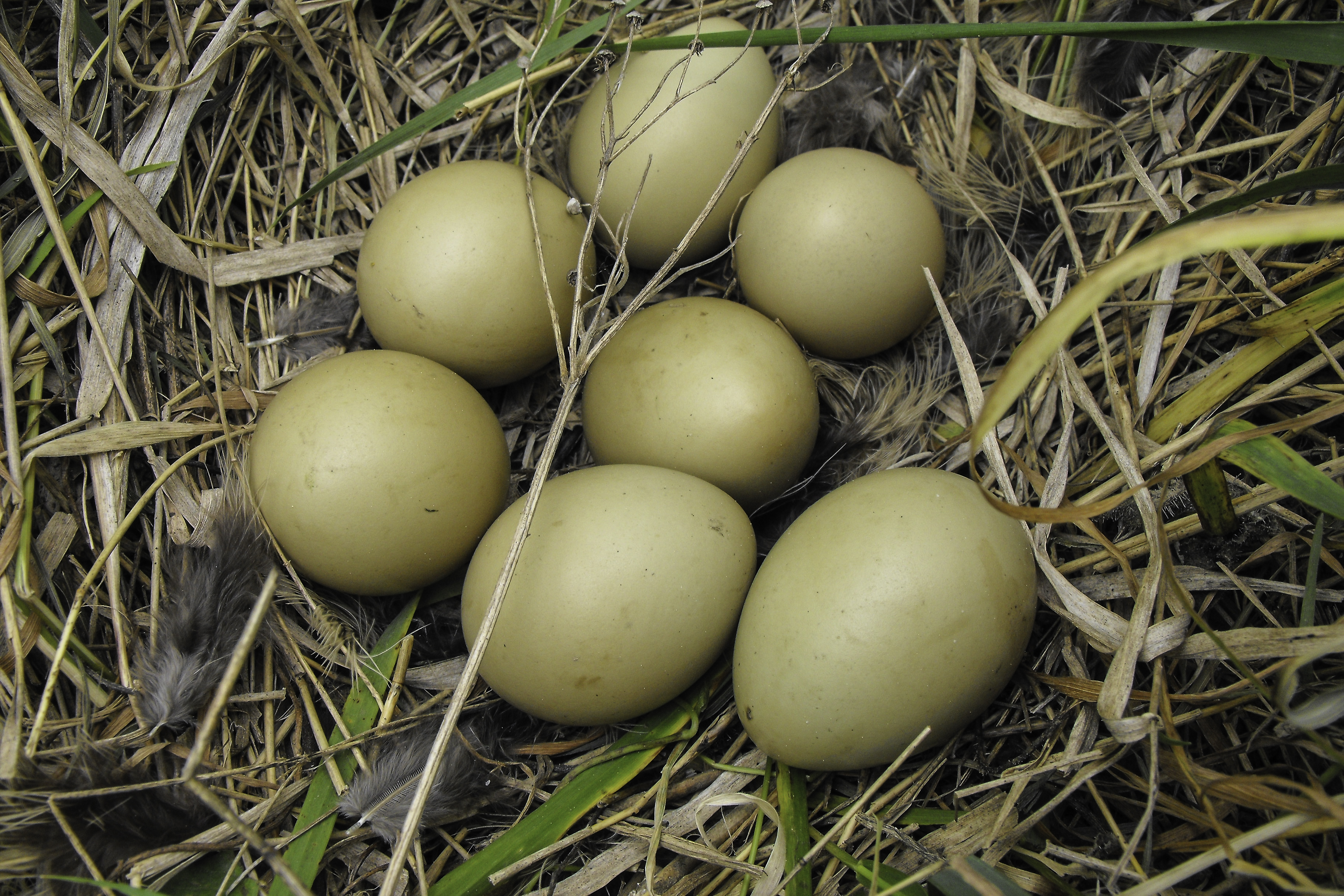
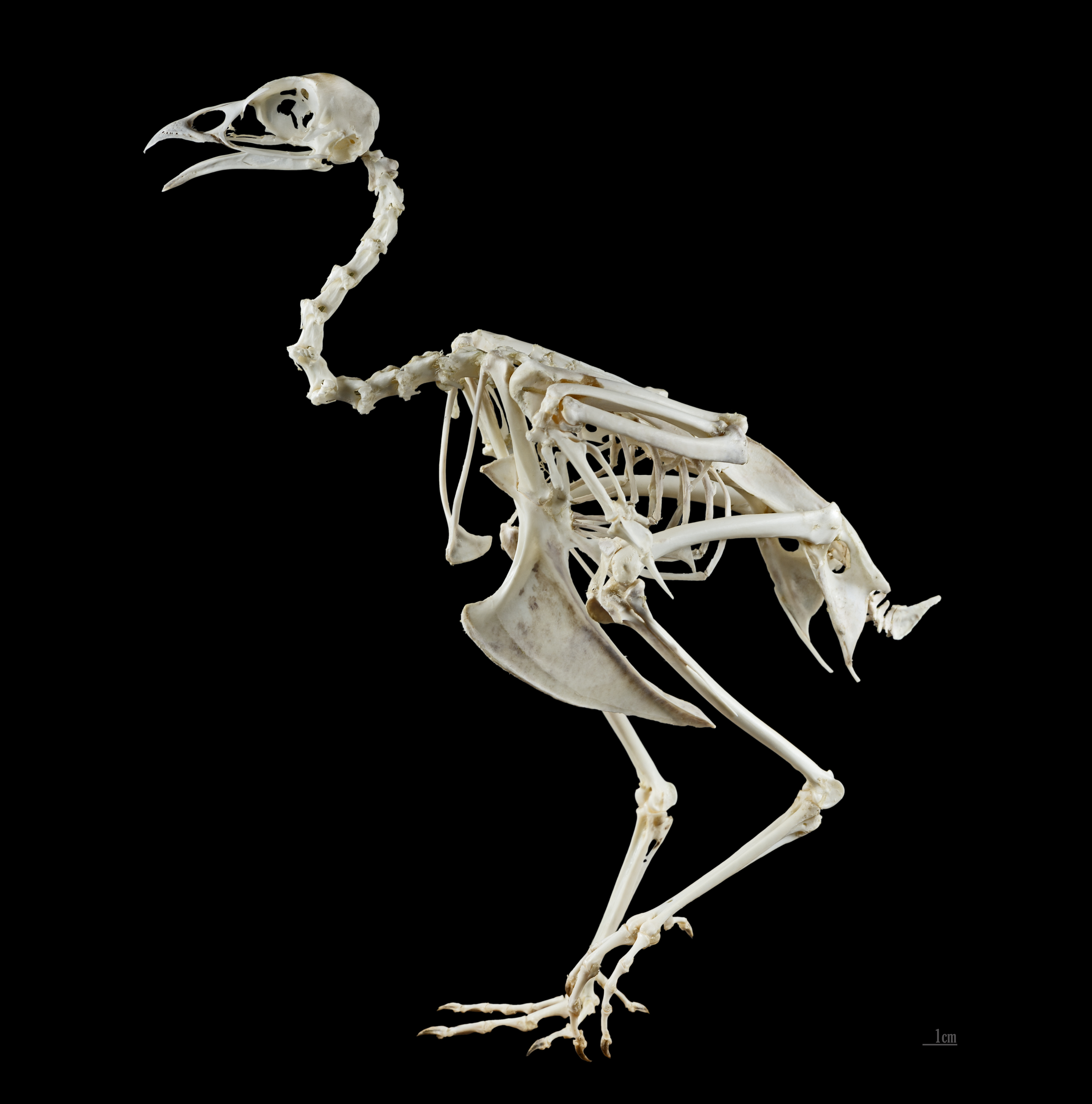

## Magyar szakirodalom
- Diezel, K. E. 1912. Az apróvad vadászata. Budapest. Atheneum Irodalmi és Nyomda Rt. 746pp.
- Festetics, P. 1938. A fácán és fogoly tenyésztése, óvása és vadászata. Hubertus vadászkönyvtár. "Pátria" Irodalmi Vállalat és Nyomdai Rt., Budapest. 152pp.
- Nagy, E. 1971. A fácán és a fogoly intenzív tenyésztése. Mezőgazdasági Könyvkiadó, Budapest. 231pp.
- Nagy, E. 1984. A fácán és vadászata. Mezőgazdasági Kiadó, Budapest. 198pp.
- Szederjei, Á. és Studinka, L. 1962. Nyúl, fogoly, fácán. Mezőgazdasági Kiadó, Budapest. 287pp.